# 386

386(삼백팔십육)은 385보다 크고 387보다 작은 자연수다.

## 수학
- 합성수로, 그 약수는 1, 2, 193, 386이다. 진약수의 합은 196이므로, 386은 부족수다.
  - 121번째 반소수다. 앞의 반소수는 382, 다음 반소수는 391이다.
- 11번째 중심있는 칠각수다. 앞의 중심있는 칠각수는 316, 다음은 463이다.
- {\displaystyle 386=5^{2}+19^{2}}
  - 서로 다른 두 소수(素數)의 제곱합으로 나타낼 수 있는 11번째 반소수다. 이 성질을 지닌 앞의 수는 365, 다음 수는 458이다. (OEIS의 수열 A103558)
- {\displaystyle 3^{16}-1}은 386으로 나누어떨어진다.

## 과학·기술
- NGC 386(영어판): 물고기자리 방향에 있는 타원은하.
- 인텔 80386 또는 그 CPU가 탑재된 컴퓨터를 386이라 부르기도 한다.

## 교통
- 일본 386번 국도(일본어판): 오이타현 히타시에서 후쿠오카현 지쿠시노시까지 이어지는 일본의 국도.
- 현도 제386호선

## 군사
- U-386(영어판): 제2차 세계 대전에 사용된 나치 독일의 군용 잠수함.

## 문화유산
- 대한민국의 보물 제386호: 창경궁 옥천교
- 대한민국의 사적 제386호: 포항 장기읍성

## 기타
- 연도: 386년, 기원전 386년
- 386 세대: 30대, 80년대 학번, 60년대 생인 세대를 일컫는 별칭.